# Маскон
Маскон (от англ. mass concentration — «концентрация массы») — регион литосферы планеты или спутника, вызывающий положительную гравитационную аномалию. Наиболее известны лунные масконы, которые были обнаружены и локализованы по возмущениям в движениях искусственных спутников Луны. Чаще всего масконы расположены под лунными морями, имеющими округлую форму.

## История открытия
Впервые неоднородности в гравитационном поле Луны были выявлены в 1966 году в ходе полета АМС «Луна-10», когда измерения орбитальных изменений станции позволили создать точную модель гравитационного потенциала Луны (в виде коэффициентов разложения по сферическим гармоникам).
Масконы были открыты Полом Мюллером и Уильямом Шёгреном, сотрудниками Лаборатории реактивного движения NASA (Jet Propulsion Laboratory), в 1968 г., в результате скрупулёзного анализа параметров орбиты автоматических станций Лунар орбитер. Ввиду особой важности программы высадки человека на Луну в НАСА была создана специальная команда с целью объяснить отклонения в траектории космического аппарата Lunar Orbiter, который использовался для экспериментальной проверки расчётов навигации пилотируемых кораблей проекта «Аполлон». Отклонения орбиты превышали расчетные в 10 раз (2 км вместо 200 м), что давало ошибку в месте прилунения в 100 раз и угрожало безопасности экипажа. Гравитационные возмущения в поле тяготения Луны хорошо объясняли такое поведение искусственного спутника. Уильям Волленхаупт и Эмиль Шиссер из центра управления НАСА в Хьюстоне рассчитали поправку, позволившую «Аполлону-12» сесть в 160 м от своей цели — прилунившегося двумя годами ранее космического аппарата Surveyor 3.
Позднее, по данным аппарата Lunar Prospector, полученным в 1998—1999 гг., была составлена подробная карта лунных масконов. Масконы расположены в основном под большими округлыми морями: Дождей, Облаков, Ясности, Кризисов, Нектара, Влажности, под Восточным, а также в области между Заливом Зноя и Центральным Заливом.
Весьма вероятно существование масконов на Марсе и Меркурии.

## Происхождение
Существовало три версии происхождения масконов:
- Мюллер и Шёгрен предположили, что масконы состоят из плотных веществ — например, из никеля и железа — и представляют собой остатки космических тел, падавших на Луну и «заглубившихся» в лунные «моря». Однако эта гипотеза слишком искусственна, поскольку трудно предположить, что в природе существовали тела размером с астероид из железа и никеля.
- Вторую гипотезу предложил американский учёный Дж. Гилварри. По его мнению, масконы связаны с толщами осадочных пород, образовавшимися на месте древних лунных морей (в буквальном смысле слова). Гилварри ещё задолго до открытия масконов высказывал гипотезу, что в первый миллиард лет существования Луны она имела гидросферу. После испарения воды на месте морей образовались накопления осадочных пород, средняя плотность которых равна 2,4 г/см³. Несмотря на то, что плотность их невелика, они создают избыток массы, так как ещё до их возникновения котловины морей (образовавшиеся, по Гилварри, за счёт падения на Луну крупных тел) подверглись изостатическому выравниванию с окружающими их материками.
- По наиболее широко распространённой теории, предложенной Р. Болдуином, происхождение масконов связывают с ударами крупных космических тел, в результате которых в лунной коре создавались гигантские, многокилометровой глубины выемки. Далее вступали в действие геологические процессы. Находящаяся ниже более плотная, чем кора, расплавленная мантия выдавливала вверх дно образовавшейся от удара геологической депрессии — выемки, образуя под ней линзу, состоящую из вещества поднявшейся мантии. Некоторая часть вещества мантии прорывалась в виде лавы на поверхность и заполняла оставшуюся часть этой депрессии. Таким образом, в некоторых местах лунной коры образовались районы, где её плотность оказалась большей, чем в других областях.